# Десятидюймовый герой
«Десятидюймовый герой» (англ. Ten Inch Hero) — художественный фильм независимого американского режиссёра Дэвида Маккея (2007).

## Сюжет
Предыстория: Пайпер, молодая студентка, которая только что переехала в Санта-Круз, штат Калифорния. У нее есть секрет: 8 лет назад она отдала свою дочь для открытого удочерения, и все, что она знала, это то, что мать планировала назвать ребенка Джулией, а отца звали Ной. Приемные родители прекратили контакт с Пайпер, когда Джулии исполнилось два года, оставив дыру в жизни Пайпер. Когда она прочитала в бюллетене по искусству о 8-летней талантливой ученице по имени Джулия, которая немного напоминала Пайпер, она переехала в Санта-Крус, чтобы узнать, сможет ли она встретиться с Джулией, чтобы убедиться, что с ней все в порядке. Она устраивается на работу в магазин сэндвичей.
Вскоре после того, как Пайпер начинает свою работу, она видит 8-летнюю Джулию со своим отцом Ноем на пляже. Трое встречаются, Пайпер представляет себя как «Анна» на случай, если Ной вспомнит ее редкое имя с процесса удочерения. Она быстро подружилась с Джулией из-за их общей любви к искусству и рисованию, в результате Джулия просит Пайпер стать ее репетитором по искусству. Пайпер также сразу нашла общий язык с Ноем и узнала, что мать Джулии больше нет в их жизни, хотя Ной смутно говорит об этом. Тем временем Тиш встретила Тэда и ей нравится проводить с ним время, хотя она считает странным, что он почти неотделим от своего друга Брэда.
Fuzzy22 попросил Джен встретиться с ним лично, на что она неохотно соглашается, хотя Джен очень нервничает. Она и Fuzzy22 согласились не обмениваться какой-либо личной информацией, поэтому она понятия не имеет о его возрасте, внешности или поле.
Перед поездкой Ной приглашает Пайпер на свидание, на которое она соглашается, хотя и говорит, что сначала ей нужно кое-что рассказать. Пайпер, Тиш и Джен отправляются в путешествие, чтобы встретиться с Fuzzy22, но после того, как они, наконец, достигают места встречи, Джен видит, что Fuzzy22 — чрезвычайно красивый молодой человек. Она передумывает и убегает, не познакомившись ним. Джен признается Пайпер и Тиш, что кому-то вроде Fuzzy22 никогда не понравится кто-то вроде нее, потому что она, по ее мнению, не очень привлекательна. Джен утверждает, что по общему мнению весьма привлекательные Тиш и Пайпер не знают, каково это, когда тебя всегда игнорируют и отталкивают, потому что ты не красивая. Джен есть дело до Fuzzy22, но она чувствует, что такой привлекательный мужчина, увидев ее, останется разочарованным и незаинтересованным, и она не сможет этого вынести. Хотя двое друзей пытаются убедить Джен вернуться и встретиться с Fuzzy22, Джен отказывается, поэтому они возвращаются в Санта-Крус.
Пайпер идет на свидание с Ноем, и она готовится рассказать ему правду о себе, но он сначала хочет поделиться кое-чем: причина, по которой он не хотел говорить о матери Джулии, заключается в том, что она живет на восточном побережье и подвергала Джулию жестокому обращению, что привело к разводу и постановлению суда о том, что матери не разрешается контактировать с Джулией до ее 18-летия. Во время этого разговора Пайпер узнает, что Джулия не была удочерена и что Ной и его бывшая жена являются биологическими родителями Джулии. Понимая, что Джулия не дочь, которую она бросила, расстроенная Джулия сбегает, оставив очень растерянного Ноя.
Тиш и Тэд вместе лежат в постели, когда появляется Брэд и пытается превратить секс вдвоём в секс втроём. Тиш очень расстраивается, и Тэд говорит о ней с презрением. Двое мужчин пытаются заставить ее заняться с ними сексом, и теперь испуганная Тиш пытается убежать, но её удерживает Тэд. Они дерутся, и это приводит к тому, что Тиш ударяется головой о тумбочку. Она убегает и появляется на следующий день на работе с повязкой на лбу, чтобы скрыть синяк. Появляется Тэдд, просит ее выйти для разговора, она ругает Тэдда за то, что он сделал с ней, но он не раскаялся и всё еще относится презрительно к Тиш. Тиш утверждает, что он и Брэд — геи, но не признаются в этом сами, поэтому они используют секс втроём, чтобы заняться сексом друг с другом. Это бесит гомофобного Тэда, и он бьет ее. Пристли нападает на Тэда и травмируется. Затем приходит обычно спкойный Тракер и справляется с Тэдом с помощью до этого не демонстрировавшимися продвинутым боевым приемам, противоречащим стилю спокойного хиппи.
Тракер собирает всех у себя дома и признается, что он никогда не был ребёнком-серфером, который ездил в Вудсток, а на самом деле он был мачо, который три раза ездил во Вьетнам, где убил больше людей, чем мог сосчитать, и научился навыкам смертельной борьбы. Затем он вернулся в Соединенные Штаты и был потерян и травмирован, пока не встретил серферов и решил вести мирный образ жизни. Он поклялся никогда больше не совершать насилия против человека. Тракер показывает Пайпер, Джен, Тиш и Пристли свой школьный ежегодник, демонстрируя, что он был капитаном футбольной команды и президентом класса. Когда Тракер разговаривает с Тиш, он просит ее начать встречаться с хорошими парнями, но Тиш, взглянув на Пристли, говорит, что хорошие парни не приглашают таких девушек, как она. Джен, листая ежегодник Тракера, взволнованно привлекает всеобщее внимание к фотографии Зоу. Тракер понимает, что ему не нужно скрывать свое прошлое от Зоу, потому что она уже знает, кто он на самом деле. Наконец Тракер набирается смелости, чтобы позвать ее на свидание, на что она с радостью соглашается. Зоу была влюблена в него со средней школы, когда она была застенчивой первокурсницей, и, даже через десятилетия спустя, Зоу говорит, что многие по-прежнему помнят старшие классы, поэтому она никогда не могла рассказать Тракеру, как она себя чувствовала, несмотря на то, что теперь она уверенная и взрослая женщина.
Пайпер и Ноа еще раз разговаривают, и он прощает ее за ложь и спрашивает, хочет ли она быть частью семьи. Она с радостью соглашается. В магазин приходит бездомный и говорит Джен, что он думает, что она действительно красивая, и что она именно та, кто ей нужен. Затем он снимает свою маскировку бездомного и выясняется, что это Fuzzy22. Он представляет себя Джен, и они счастливо обнимаются. Пристли рассказывает, что однажды ночью Джен забыла выключить компьютер, он поговорил с Fuzzy22 и рассказал ему о ситуации и о том, как встретиться с Джен.
На следующий день Пристли приходит в магазин и его почти не узнать: он одет в хаки Banana Republic и оксфордскую рубашку, пирсинг снят, его волосы разделены посередине яркими цветами, татуировки скрыты, без панк-макияжа. Он, наконец, зовет Тиш на свидание. На протяжении всего фильма он намекал, что Тиш ему нравится, но был расстроен, потому что она, казалось, никогда не замечала его, и тратила свое время на поверхностные отношения с парнями, которыми она могла манипулировать, вместо того, чтобы искать эмоциональную близость. Тиш соглашается пойти на свидание с ним, но только при условии, что он скажет ей свое имя (как оказалось, Боаз). Затем она рассказывает, что ее имя на самом деле Платиша. Фильм заканчивается, когда все новые пары приходят на пляж для свадебной церемонии Зоу и Тракера, на которую те прибывают голыми верхом на лошадях.

## Музыка к фильму
Над музыкальным сопровождением к фильму работал американский композитор Дон Дэвис. Бетани Джой Ленз написала и исполнила три песни для саундтрека: «The Long Way», «Get Your Love» и «Something Familiar».

## Награды
В 2007 году на кинофестивале в Санта-Крузе получил награду за лучший саундтрек.

## В ролях
| Актёр              | Роль    |
| ------------------ | ------- |
| Элизабет Арнуа     | Пайпер  |
| Клеа ДюВалл        | Джен    |
| Шон Патрик Флэнери | Ноа     |
| Дженсен Эклс       | Пристли |
| Дэннил Харрис      | Тиш     |
| Джон Доу           | Тракер  |
| Элис Криге         | Зоу     |
| Шон Винг           | Тэд     |